# Cumbia
Cumbia (výslovnost: kumbia) je tradiční hudební styl a tanec afrického původu, který vznikl v Kolumbii a Panamě. Krom toho je rozšířena také v Mexiku, Nikaragui, Salvadoru, Bolívii, Chile, Argentině, Peru a také v dalších Latinskoamerických zemích.

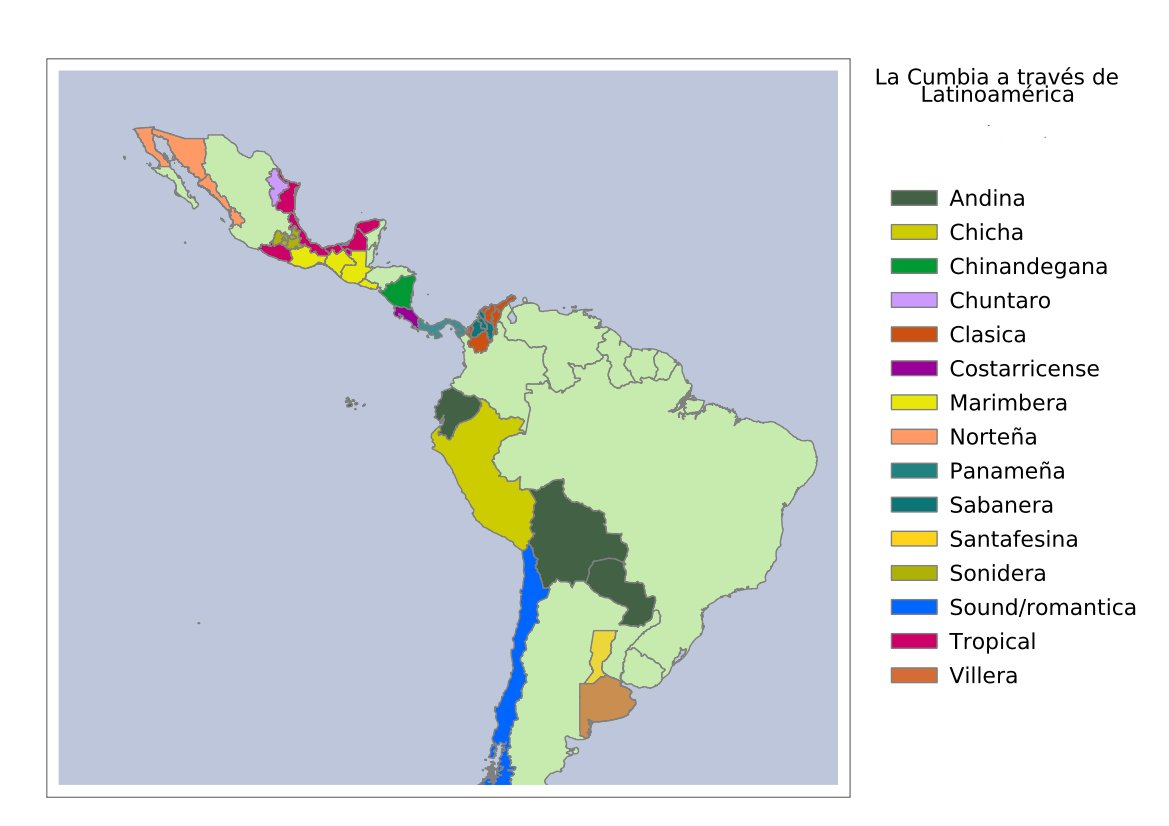
Různé podstyly cumbie v Latinské Americe

## Podstyly
Cumbia má mnoho podstylů, většina latinoamerických národů má svůj národní podstyl. Ve Střední Americe existuje také podstyl Cumbia marimbera, který využívá hudební nástroj marimba. Smísením cumbie a elektronické hudby vznikl podstyl tecnocumbia.